# Pieter Snayers
Pieter Snayers (Antwerpen, 1592. november 24. – Brüsszel, 1666/1667) flamand barokk festő, leginkább történelmi csatajelenetek megfestőjeként vált ismertté.
Antwerpenben született. Sebastiaen Vrancx alatt tanult, mielőtt 1612-ben csatlakozott a Szent Lukács Céhhez. 1628-ban Brüsszel lakója lett. Ott először Izabella Klára Eugénia spanyol infánsnőnek dolgozott, később Ferdinánd bíboros-infáns és Habsburg Lipót Vilmos főherceg udvari festője volt. Nekik győzelmes csatajeleneteket festett meg 16. századi faliszőnyegstílusban. Snayers ezenkívül több alkalommal is együttműködött Peter Paul Rubensszel, többek közt a soha be nem fejezett IV. Henrik élete (1628–30) és a Torre de la Parada képsorozatokon  (c. 1637–1640). Továbbá festett arisztokrataportrékat és tájképeket is. Snayer legismertebb tanítványa Adam Frans van der Meulen volt.
1666-ban vagy 1667-ben hunyt el Brüsszelben.

## Festészete
Snayers történelmi háborús képeinél nagy figyelmet fektetett a topográfiai pontosságra. Csatajeleneteit gyakran madártávlatból ábrázolta. Stílusában a színezés visszafogottabb volt, mint tanáráéban, Vrancxéban. Festményei tükrözik az akkori kortárs holland és flamand művészet ábrázolásmódját.

A fehérhegyi csata, Bajor Állami Képgyűjtemény.
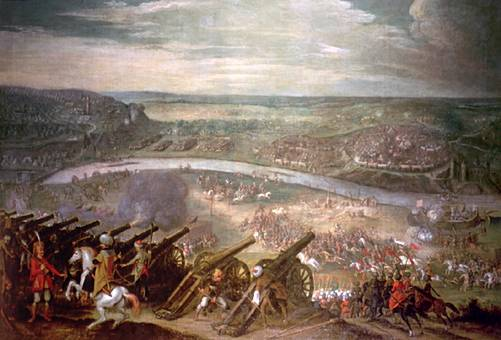
Szulejmán ostromolja Bécset, magángyűjtemény.
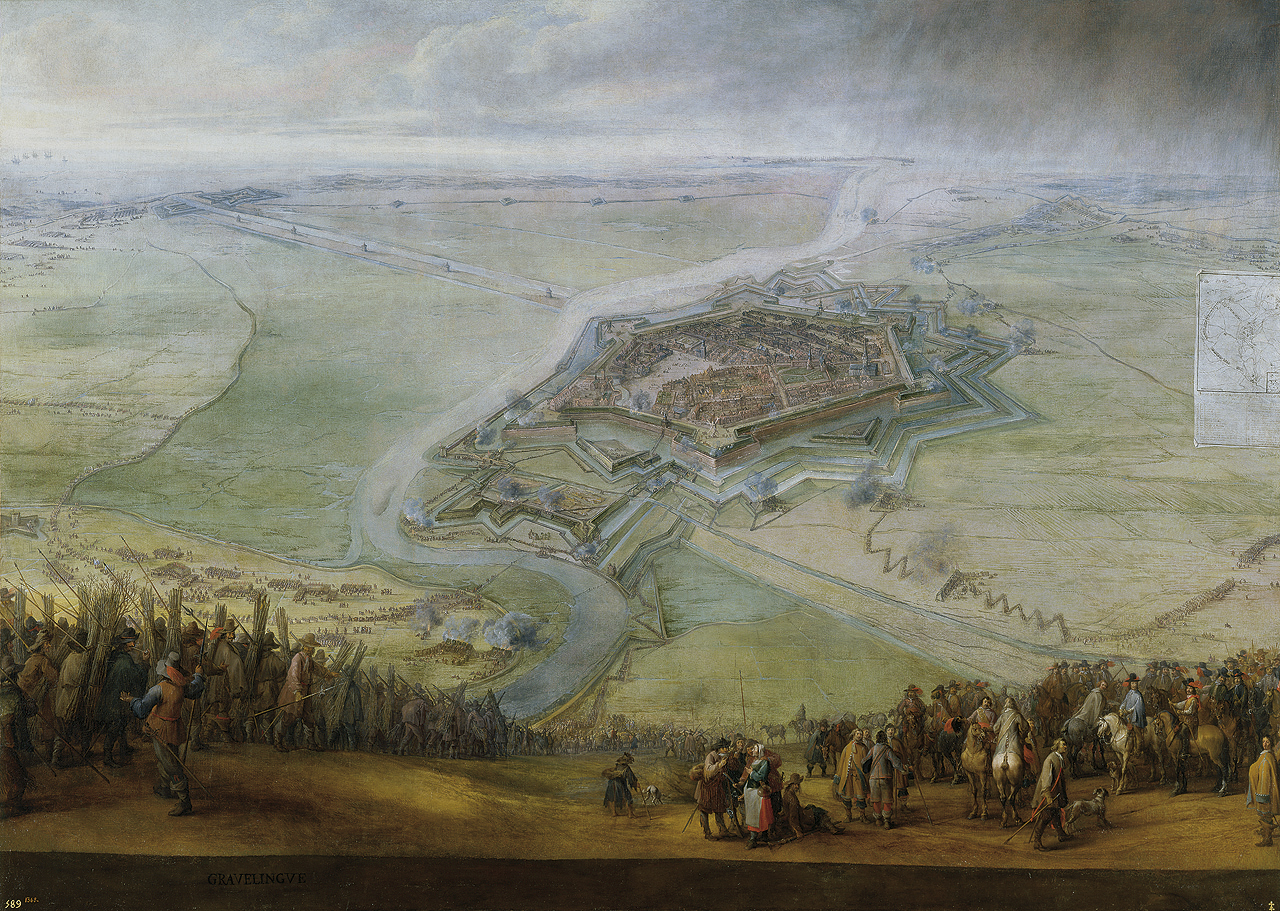
A gravelinesi csata, Museo del Prado, Madrid.
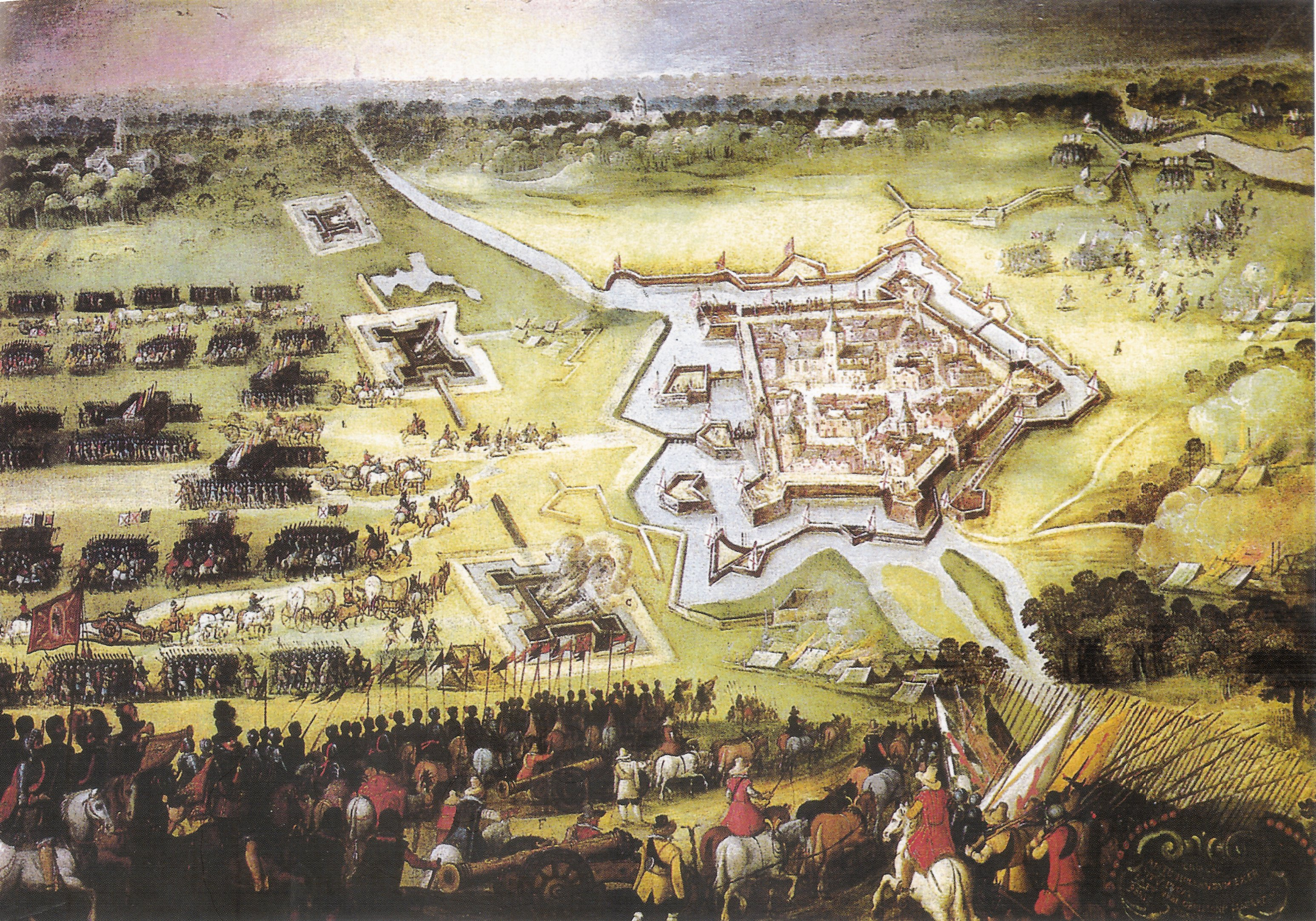
Groenlo ostroma, 1606.

## Fordítás
- Ez a szócikk részben vagy egészben  a   Pieter Snayers című angol Wikipédia-szócikk fordításán alapul.  Az eredeti cikk szerkesztőit annak laptörténete sorolja fel. Ez a jelzés csupán a megfogalmazás eredetét és a szerzői jogokat jelzi, nem szolgál a cikkben szereplő információk forrásmegjelöléseként.